# 天龍座AT
天龍座AT，又名BD+60 1665，HD 147232、SAO 29874、HR 6086，是天龍座的一颗恒星，视星等为5.4，位于銀經90.74，銀緯42.32，其B1900.0坐标为赤經16h 15m 35.1s，赤緯+59° 42.32′ 51″。